# Bandonéon (bande dessinée)
Bandonéon est une série de bande dessinée néerlandaise de Dino Attanasio et Yvan Delporte. Elle est publiée dans le journal Pep.

## Univers
Bandonéon est un héros solitaire, se déplaçant dans la pampa argentine. La particularité du personnage est notamment de pouvoir attendrir ou dresser les animaux sauvages à l'aide de son jeu de guitare, irrésistiblement émouvant et mélancolique. Dans la première scène du premier épisode de la série, De held van de pampa ( Le héros de la pampa), Bandonéon parvient à arrêter la course effréné d'un troupeau de boeufs simplement en leur interprétant un air de tango, ce qui a pour effet de leur tirer des larmes d'émotions.

## Historique et Synopsis
Série crée en 1970 sous l'impulsion d'Hetty Hagebeuk, alors rédactrice en chef du magazine néerlandophone Pep.
Yvan Delporte travaille alors pour l'hebdomadaire, où il rédige, entre autres séries, les scénarios de la parodie de Lucky Luke dessinée par Henk Albers. C'est en prenant le cow-boy solitaire de Morris comme base et en poussant plus loin vers l'absurde la veine humoristique qu'Yvan Delporte proposera à Dino Attanasio la série Bandonéon.
La figure du gaucho argentin reflète, en moins légendaire, celle du cow-boy de western. Entre autres similitudes, les épisodes s'achèvent par la disparition du héros au moment où on veut lui rendre honneur. Mais Delporte joue de cette transposition avec ironie, en imaginant des duels où la guitare a remplacé le revolver et des scènes de torture où les terribles Apaches portent des bonnets péruviens.
La série, prépubliée dans le magazine PEP au cours des années 1970, connaîtra au moins cinq histoires complètes, dont 4 éditées par la suite en albums souples et en néerlandais par CentriPress aux Pays-bas. En 1979, l'éditeur Michel Deligne publiera en français la traduction du premier épisode de la série, De held van de pampa, sous le titre El Gaucho Triste, ainsi qu'un inédit, El Tango de la révolucion.

## Publication

### Bandonéon dans PEP
- Couverture, De held van de pampa, PEP N°45, 1970.
- De Held van de pampa, scénario Yvan Delporte, N°45, 1970 au N°3, 1971.
- Couverture, De bende van la cucaracha, PEP N°24, 1971.
- De bende van la cucaracha, scénario Yvan Delporte, N°24 au N°45,1971.
- Couverture Rio Xatastrofaal, PEP N°9, 1972.
- Rio Xatastrofaal, scénario Yvan Delporte,N°9 au N°29, 1972.
- Couverture, Canon Verona, PEP N°48, 1972.
- Canon Verona, scénario Yvan Delporte, N°48, 1972 au N°8, 1973

### Bandonéon Albums en Néerlandais
- De bende van la cucaracha[5], Semic Press, 1973
- De Held van de Pampa[6], scénario Yvan Delporte, CentriPress Strip Reeks,1980
- Collectif, Vakantieboek, Rio Xatastrofaal, scénario Yvan Delporte, Éditions Deka,1978
- Rio Xatastrofaal[7], scénario Yvan Delporte, CentriPress Strip Reeks,1980
- Canon Verona[8], scénario Yvan Delporte, CentriPress Strip Reeks,1980

### Bandonéon Albums en Français
- El Gaucho Triste[4], traduction de De Held van de Pampa, scénario d’Yvan Delporte, Dino Attanasio 30 ans de BD, Tome 4, Éditions Michel Deligne,1979  (D/1979/2408/85)
- El Tango de la révolucion[4], scénario d’Yvan Delporte, Dino Attanasio 30 ans de BD, Tome 5, Éditions Michel Deligne, 1979
- El Gaucho Triste, Le Héros de la pampa, scénario Yvan Delporte, préface de Wilfried Salomé, Éditions Hibou, 2024